# Корпадеа (Клуж)
Корпадеа (рум. Corpadea) насеље је у Румунији у округу Клуж у општини Апахида. Oпштина се налази на надморској висини од 351 m.

## Становништво
Према подацима из 2002. године у насељу је живело 466 становника, од којих су сви румунске националности.